# 28978 Ixion
Issione (28978 Ixion) è uno degli asteroidi più massicci attualmente conosciuti della fascia di Kuiper ed un possibile pianeta nano, simile ad altri oggetti transnettuniani quali Orco, Quaoar, Sedna e Gonggong; si tratta di un plutino, ovvero di un corpo dall'orbita analoga a quella di Plutone, in risonanza orbitale 2:3 con quella di Nettuno. Il suo diametro è stimato attorno agli 800 km.
L'oggetto deve il suo nome ad Issione, un personaggio della mitologia greca; era precedentemente noto con la designazione provvisoria 2001 KX76.

## Parametri orbitali
Issione segue un'orbita per molti aspetti simile a quella di Plutone, ma orientata in maniera diversa, come mostra il diagramma in calce. Il perielio di Issione si trova al di sotto dell'eclittica; abbastanza insolitamente, l'asteroide si avvicina periodicamente a Plutone a meno di 20° di distanza angolare. Attualmente Issione sta attraversando l'eclittica in direzione del proprio perielio, che raggiungerà nel 2070; Plutone, per contro, ha raggiunto il proprio perielio nel 1989.

Le orbite di Issione e Plutone; il primo è rappresentato in verde, il secondo in rosso; il corpo rappresentato in grigio è Nettuno. Le posizioni dei pianeti sono state calcolate per l'aprile 2006.

## Superficie
Il colore di Issione è moderatamente rossastro (sicuramente più di Quaoar); la sua albedo, pari a 0,15, è superiore rispetto alla media degli oggetti della fascia di Kuiper (ad esempio 0,10 per Quaoar, 0,04 per Varuna).
Recenti analisi spettroscopiche indicano che la superficie di Issione dovrebbe essere composta in massima parte di depositi di carbonio particolarmente scuro e di tolina, un eteropolimero che si forma in seguito all'irraggiamento di clatrati d'acqua e composti organici.
Lo spettro infrarosso di Issione, a differenza di quello di Varuna, è piatto; sono assenti le linee di assorbimento caratteristiche dell'acqua (1,5 e 2 µm).